# Dermie O'Connell
Dermie O'Connell, né le 13 avril 1928 et décédé le 5 octobre 1988, était un joueur de basket-ball professionnel américain qui jouait au poste de meneur pour l'équipe des Celtics de Boston en National Basketball Association (NBA) de 1948 à 1950 et pour les Saint Louis Bombers en 1950.

## Statistiques
Le tableau suivant présente les statistiques individuelles de Dermie O'Connell pendant sa carrière professionnelle en saison régulière,.
| S         | F                   | J  | T | MJ | PTS | PPM | PR  | PT  | PR%    | 3P | 3PT | 3PR% | LFR | LFT | LFR%   | TR | RPM | PD  | I | C | TOV | FP  |
| --------- | ------------------- | -- | - | -- | --- | --- | --- | --- | ------ | -- | --- | ---- | --- | --- | ------ | -- | --- | --- | - | - | --- | --- |
| 1948-1949 | Celtics de Boston   | 21 | - | -  | 204 | 9,7 | 87  | 315 | 27,6 % | -  | -   | -    | 30  | 56  | 53,6 % | -  | -   | 65  | - | - | -   | 40  |
| 1949-1950 | Celtics de Boston   | 37 | - | -  | 177 | 4,8 | 72  | 275 | 26,2 % | -  | -   | -    | 33  | 58  | 56,9 % | -  | -   | 64  | - | - | -   | 62  |
| 1949-1950 | Saint Louis Bombers | 24 | - | -  | 92  | 3,8 | 39  | 150 | 26,0 % | -  | -   | -    | 14  | 31  | 55,2 % | -  | -   | 27  | - | - | -   | 29  |
| Total     | Total               | 82 | - | -  | 473 | 5,8 | 198 | 740 | 26,8 % | -  | -   | -    | 77  | 145 | 53,1 % | -  | -   | 156 | - | - | -   | 131 |